# Ligne 52 du métro d'Amsterdam

La Noord/Zuidlijn dans le réseau du métro d'Amsterdam.

La Noord/Zuidlijn (en français : « ligne Nord/Sud »), officiellement Metrolijn 52 (« ligne 52 du métro »), est une ligne du métro d'Amsterdam qui relie l'arrondissement Nord à la gare d'Amsterdam-Sud par la gare centrale d'Amsterdam, en passant notamment sous l'IJ et la place du Dam. Elle est inaugurée le 21 juillet 2018, avec une mise en service le jour suivant.

## Histoire

### Lancement du projet

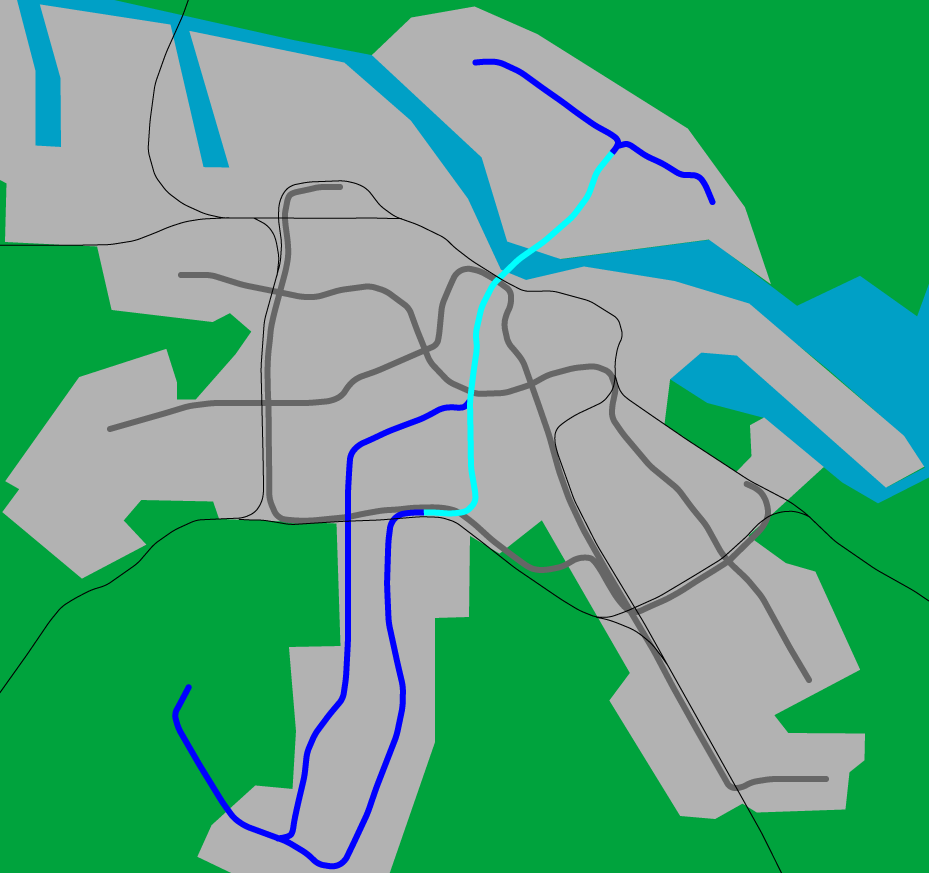
La Noord/Zuidlijn dans le projet de 1968, tel que voté par le conseil municipal.

En octobre 1999, la Seconde Chambre des États généraux vote 2,1 milliards de florins de subvention à la construction de la Noord/Zuidlijn, tandis que tout dépassement de coûts reviendrait à la charge de la commune d'Amsterdam. Le 9 octobre 2002, le conseil municipal d'Amsterdam vote en faveur de la réalisation de la ligne, par 29 voix contre 14, à l'horizon 2011.
Les premiers travaux débutent en avril 2003, à la suite d'un long processus de décision impliquant plusieurs votes du conseil municipal. La construction de la ligne est fréquemment controversée, tant avant que durant la construction, en raison des coûts importants qu'elle engendre, l'inquiétude par rapport aux dégâts causés par les chantiers sur les constructions fragiles du centre-ville, puis les nombreuses difficultés rencontrées à partir du lancement des travaux.

### Suspension des travaux
Dès le début des travaux, la construction est marquée par plusieurs incidents et retards. La construction de la station au niveau de la gare centrale d'Amsterdam s'avère plus difficile que prévu. L'affaissement de plusieurs bâtiments historiques sur le Vijzelgracht conduit à un arrêt d'une grande partie des chantiers entre septembre 2008 et août 2009.
L'échevin chargé du dossier, Tjeerd Herrema, présente sa démission au conseil municipal en février 2009. Une commission présidée par l'ancien ministre Cees Veerman est chargée de déterminer si les travaux doivent reprendre. Elle prend la décision de relancer la construction le 4 juin 2009. La décision est confirmée par le conseil municipal le 1er juillet 2009.

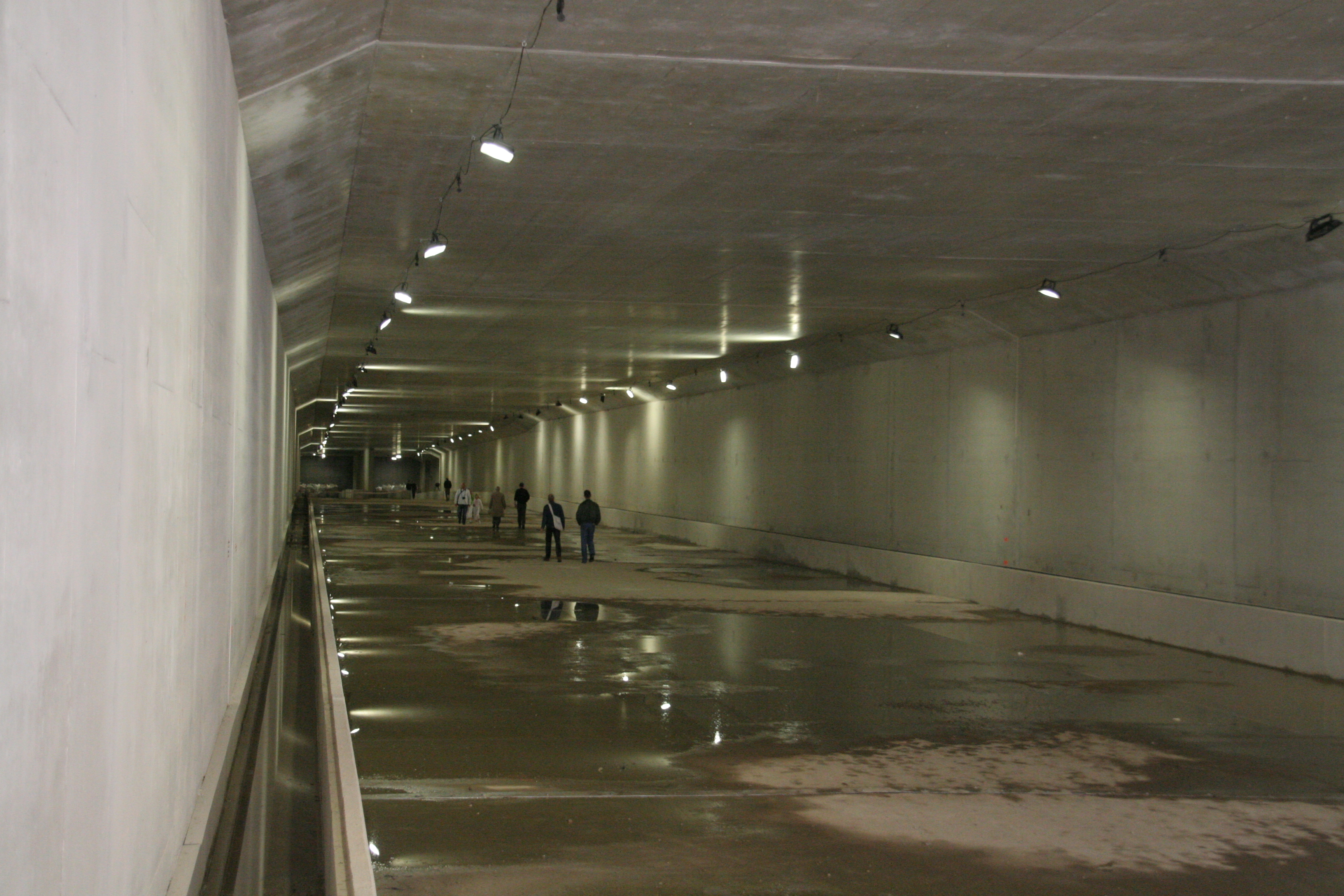
Tunnel en construction sous le Sixhaven, sur la rive nord de l'IJ (2009).
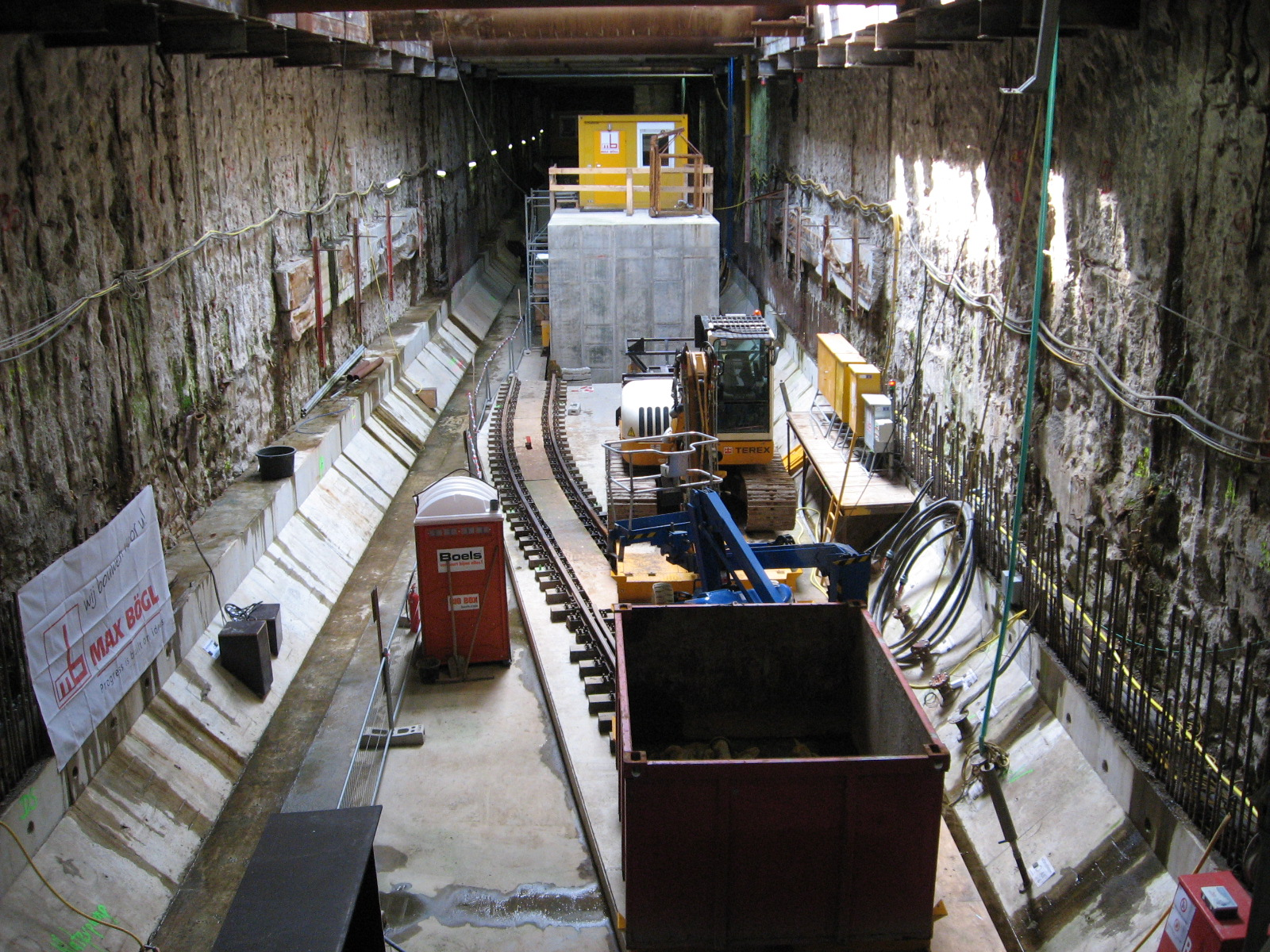
La station De Pijp en construction en 2009, connue jusqu'en 2012 sous le nom de projet de Ceintuurbaan.
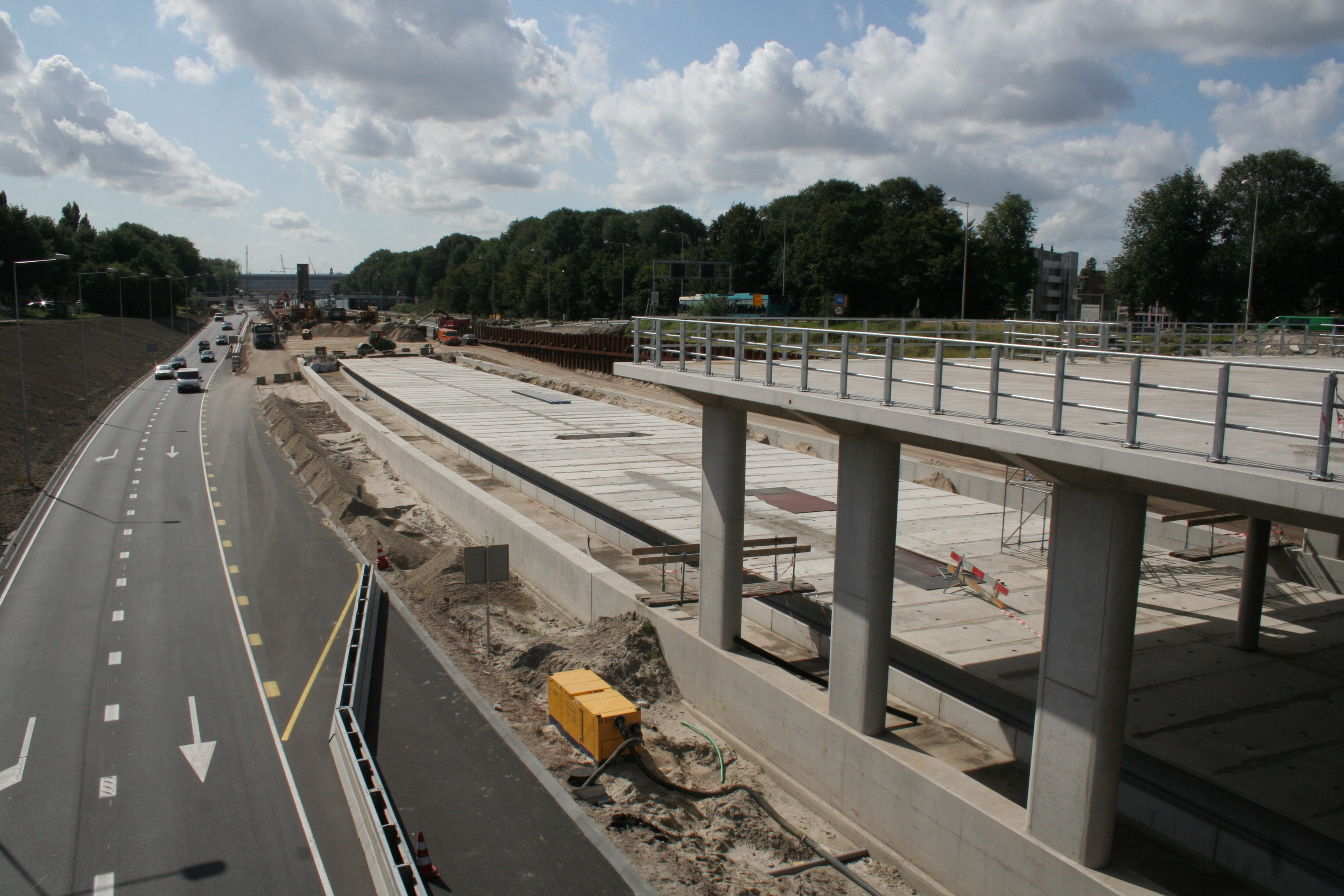
La station Noorderpark en construction en 2009, connue jusqu'en 2012 sous le nom de projet de Johan van Hasselweg.
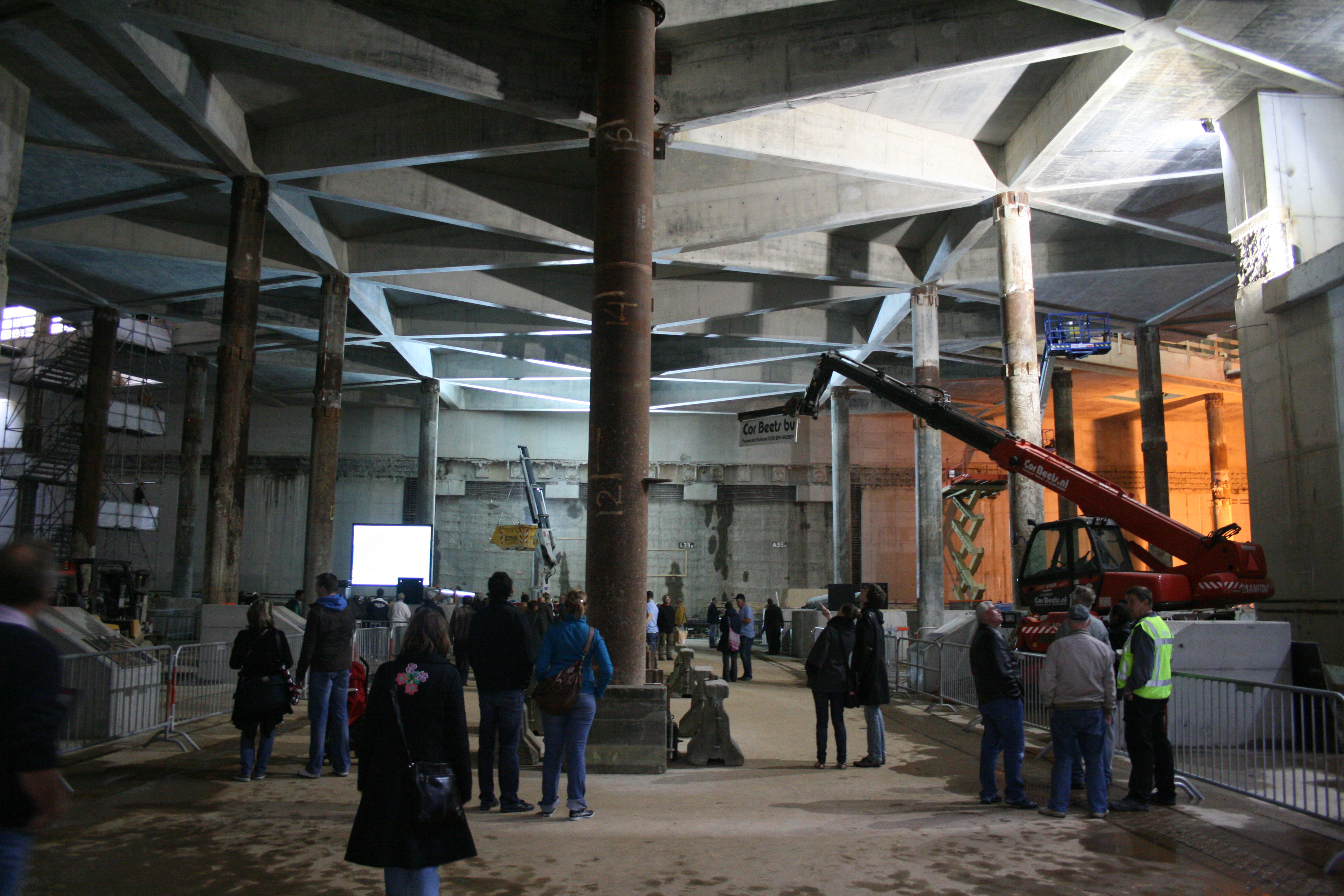
Travaux sous la gare centrale d'Amsterdam, en 2011.

À la suite de ces incidents, le coût total du projet pour la ville est revu de nombreuses fois à la hausse, passant de 317 millions d'euros dans le plan initial à plus de 900 millions d'euros quelques années après,. Le coût total de la ligne, réestimé à 1,46 milliard d'euros en 2011, dépasse les 3,1 milliards d'euros lors de sa mise en service.

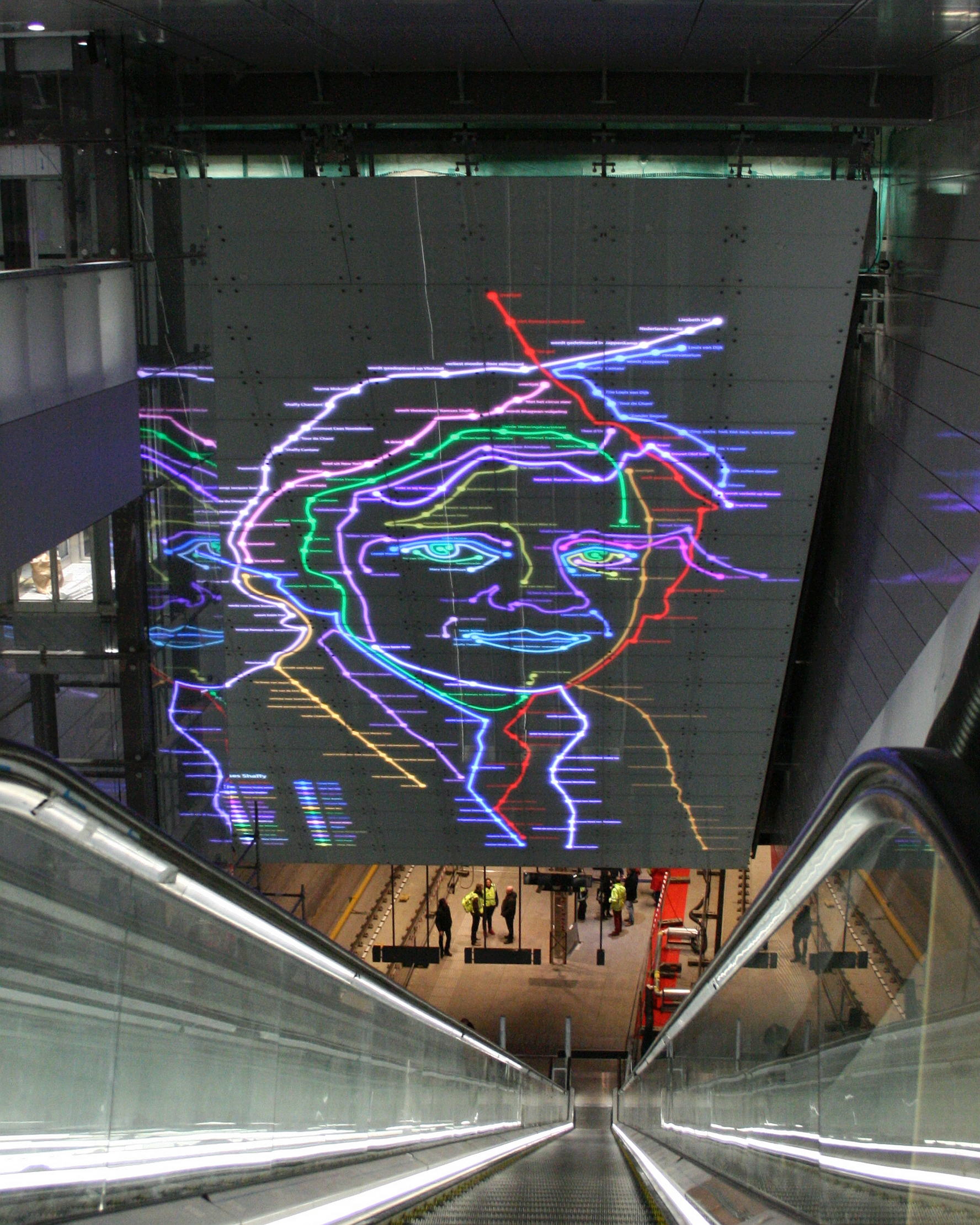
Œuvre d'art à l'honneur du chansonnier Ramses Shaffy, à Vijzelgracht (2016).

Le 1er décembre 2012, le creusement des tunnels de la ligne est officiellement terminé. La mise en service est alors prévue à l'horizon 2017. Les premiers essais du métro sont réalisés sur la ligne en 2016, tandis que la date de mise en service est repoussée à 2018.

### Mise en service

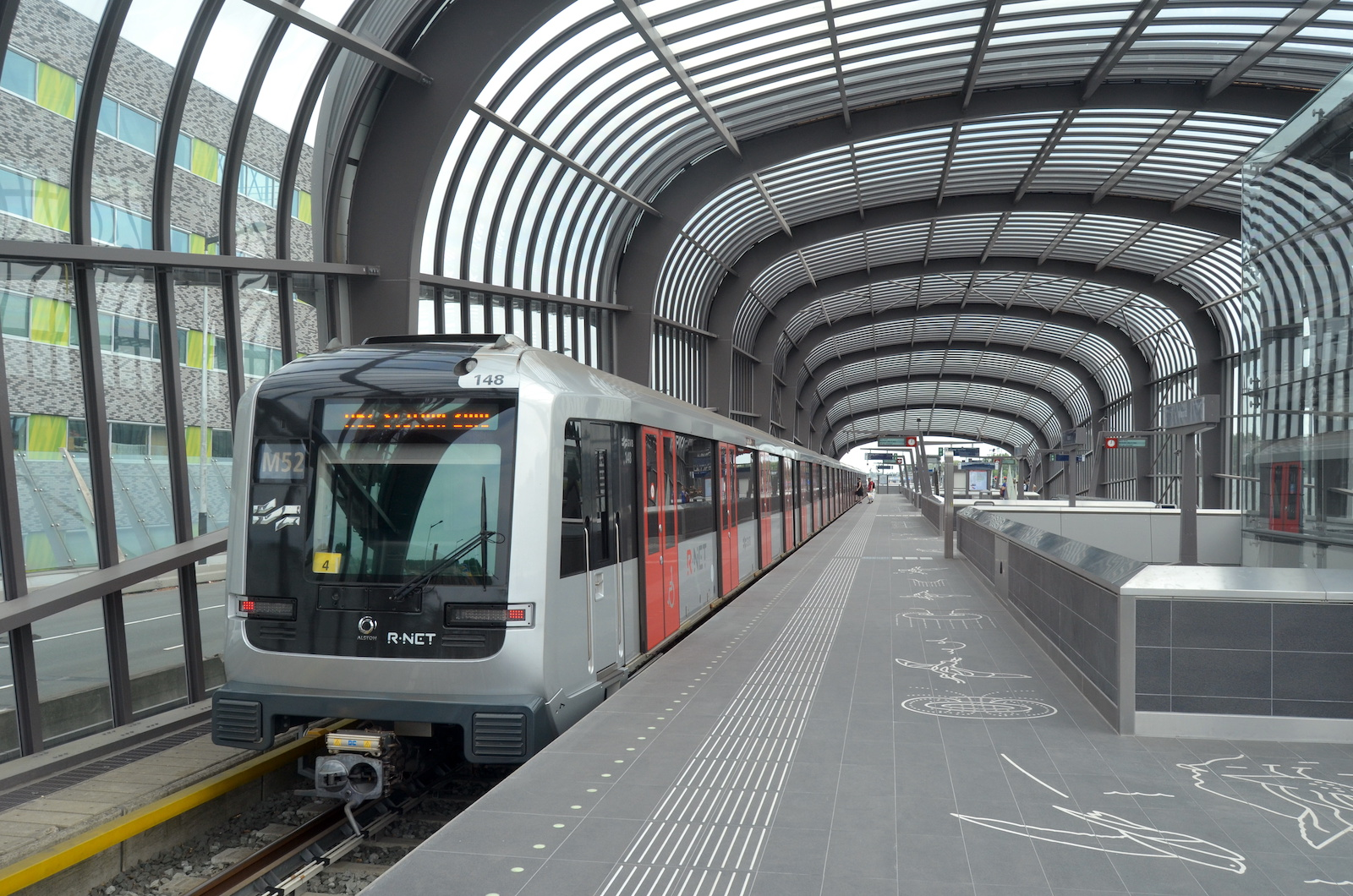
Vue de la station terminus Noord le 22 juillet 2018, jour de l'ouverture de la ligne.

Après plusieurs retards dans le calendrier de livraison, la ligne est finalement inaugurée le 21 juillet 2018 par la bourgmestre Femke Halsema, dans un cadre festif. La mise en service le jour suivant est accompagnée d'une réorganisation majeure des lignes de tramway en surface. De Pijp, avec ses deux quais superposés en raison de l'étroitesse des sous-sols dans le quartier qu'elle dessert, devient la plus profonde station de métro des Pays-Bas, à une profondeur maximale de 26,5 mètres.

## Futurs projets
Une extension de la Noord/Zuidlijn au sud-ouest, projetée à moyen terme après l'ouverture de la ligne, devrait permettre de desservir la gare de l'aéroport d'Amsterdam-Schiphol. En effet, les trains de Nederlandse Spoorwegen reliant l'aéroport depuis la gare d'Amsterdam-Sud mais aussi depuis la gare centrale d'Amsterdam vont à la saturation à court terme. Ce prolongement de la ligne desservirait non seulement Badhoevedorp avant l'aéroport, mais aussi Hoofddorp plus à l'ouest. Il est soutenu par sept sources de financement : le gouvernement des Pays-Bas, les communes d'Amsterdam et de Haarlemmermeer, Nederlandse Spoorwegen, la KLM, l'aéroport d'Amsterdam-Schiphol et la Vervoerregio Amsterdam.
À plus long terme, divers projets existent quant à un prolongement de la ligne au nord. Ainsi, la desserte de lieux tels que Purmerend, le NDSM-werf ou Zaanse Schans est envisagée.

## Tracé et stations
|  |   |  | Station          | Coordonnées                 | Arrondissement | Correspondances majeures          | Autres réseaux de transport |
|  | - |  | ---------------- | --------------------------- | -------------- | --------------------------------- | --------------------------- |
|  | ■ |  | Noord            | 52° 24′ 06″ N, 4° 55′ 56″ E | Nord           |                                   | Autobus                     |
|  | • |  | Noorderpark      | 52° 23′ 21″ N, 4° 55′ 09″ E | Nord           |                                   | Autobus                     |
|  | • |  | Centraal Station | 52° 22′ 44″ N, 4° 54′ 02″ E | Centre         | 2 4 11 12 13 14 17 24 26 51 53 54 | Train, ferry et autobus     |
|  | • |  | Rokin            | 52° 22′ 16″ N, 4° 53′ 34″ E | Centre         | 4 14 24                           |                             |
|  | • |  | Vijzelgracht     | 52° 21′ 39″ N, 4° 53′ 28″ E | Centre         | 1 7 19 24                         |                             |
|  | • |  | De Pijp          | 52° 21′ 13″ N, 4° 53′ 26″ E | Sud            | 3 12 24                           | Autobus                     |
|  | • |  | Europaplein      | 52° 20′ 30″ N, 4° 53′ 33″ E | Sud            | 4                                 | Autobus                     |
|  | ■ |  | Zuid             | 52° 20′ 20″ N, 4° 52′ 23″ E | Sud            | 5 25 50 51                        | Train et autobus            |